# Salon de coiffure
Salon de coiffure er en fransk stumfilm fra 1908 af Georges Méliès.